# Baraçal (Sabugal)
Baraçal es una freguesia portuguesa del concelho de Sabugal, con 17,38 km² de superficie y 242 habitantes (2001). Su densidad de población es de 13,9 hab/km².